# نبرد واجرود
نبرد واجرود نبردی در سال ۶۴۲/۶۴۳ میلادی بود، که میان خلافت راشدین به فرماندهی نعمان و شاهنشاهی ساسانی به فرماندهی موتا دیلمی، فرخزاد هرمزد، اسفندی‌یار و وَرازتیروز ارمنی رخ داد. این نبرد در واجرود، روستایی در نزدیکی همدان صورت گرفت. ساسانیان در این جنگ شکست خوردند و تعداد زیادی از سربازان ساسانی کشته شدند. در این نبرد موتا دیلمی و وَرازتیروز ارمنی کشته شدند. نظر به شمار مقامات بلندپایه‌ای که در جنگ واجروذ حضور داشتند، تعجبی ندارد که سیف می‌گوید این جنگ، « به‌عظمت، همانند نهاوند بود و کم از آن نبود و از ایرانیان چندان کشته شد که به شمار نمی‌آمد.»

## یادداشت
- Pourshariati, Parvaneh (2008). Decline and Fall of the Sasanian Empire: The Sasanian-Parthian Confederacy and the Arab Conquest of Iran. London and New York: I.B. Tauris. ISBN 978-1-84511-645-3.